# Biserica „Sf. Visarion Vechi“ din București
Biserica „Sf. Visarion Vechi“ din București este un monument istoric aflat pe teritoriul municipiului București. În Repertoriul Arheologic Național, monumentul apare cu codul 179132.86.